# فرودگاه شیکوکا

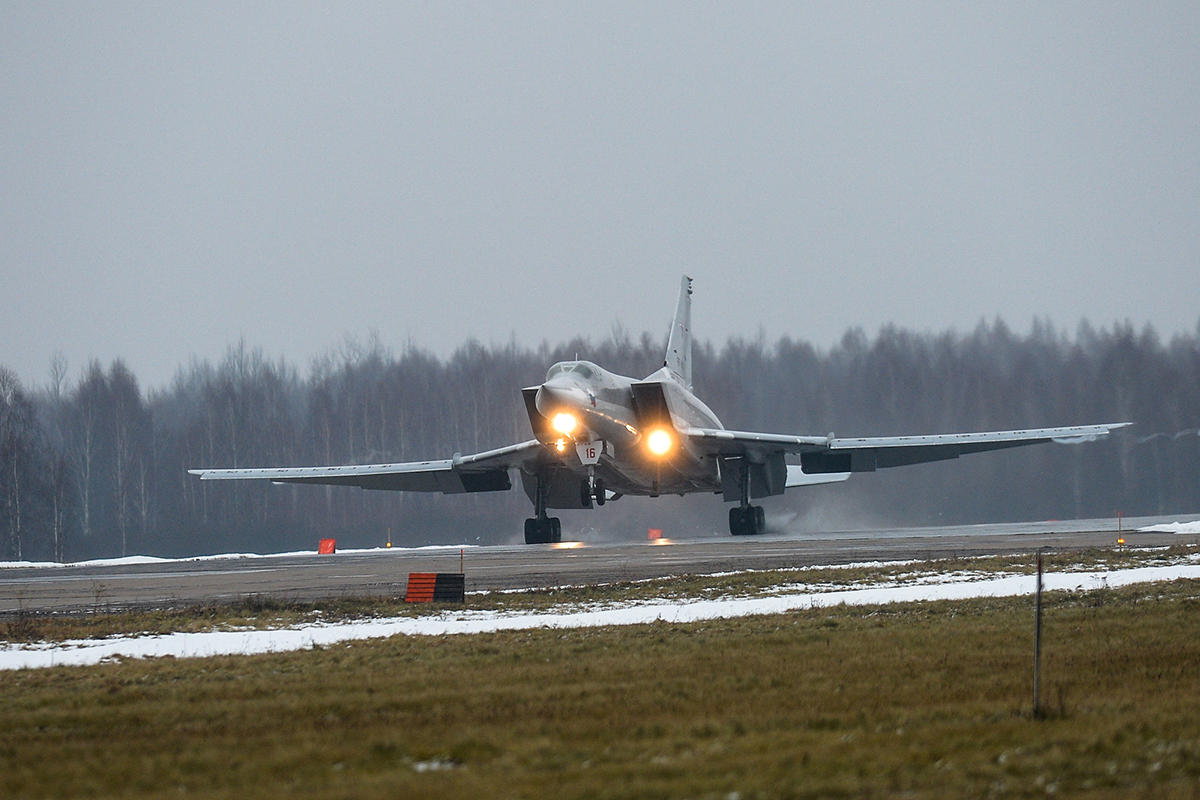
فرودگاه شیکوکا

فرودگاه شیکوکا (به انگلیسی: Shaykovka) (به زبان بومی: авиабаза Шайковка) یک فرودگاه نظامی با کد یاتا - است که یک باند فرود بتن دارد و طول باند آن ۲۵۰۰ متر است. این فرودگاه در شهر کیروف، اوبلاست کالوگا کشور روسیه قرار دارد و در ارتفاع ۲۰۳ متری از سطح دریا واقع شده است.